# Persone di nome Isaac
| Questa pagina contiene informazioni ricavate automaticamente dalle voci biografiche con l'ausilio del template Bio e di un bot. L'aggiornamento è periodico e automatico e ricostruisce completamente la pagina. Se manca una persona in questa lista, sei pregato di non aggiungerla, ma accertati piuttosto che la sua voce biografica contenga il template Bio e che i dati anagrafici siano correttamente compilati. Se il template Bio manca, inseriscilo tu stesso o, in alternativa, metti l'avviso {{tmp\|Bio}} che ne segnala la mancanza. Se i dati riportati sono sbagliati, correggi direttamente la voce biografica; le modifiche saranno visibili in questa lista entro pochi giorni. Per chiarimenti vedi il progetto antroponimi. La lista contiene solo le 208 persone che sono citate nell'enciclopedia e per le quali è stato implementato correttamente il template Bio. Pagina aggiornata al 6 giu 2025. |

Questa è una lista di persone presenti nell'enciclopedia che hanno il nome Isaac, suddivise per attività principale.

## Abati(1)
- Isaac de Porthau, abate, militare e agente segreto francese (Béarn, n. 1617 - Pau, † 1712)

## Allenatori di calcio(3)
- Jeffrey Aubynn, allenatore di calcio e ex calciatore svedese (Göteborg, n. 1977)
- Ike Clarke, allenatore di calcio e calciatore inglese (Tipton, n. 1915 - Herne Bay, † 2002)
- Isaac Oceja, allenatore di calcio e calciatore spagnolo (Escalante, n. 1915 - Barakaldo, † 2000)

## Ammiragli(3)
- Isaac Hull, ammiraglio statunitense (Derby, n. 1773 - Filadelfia, † 1843)
- Isaac Kidd, ammiraglio statunitense (Cleveland, n. 1884 - Pearl Harbor, † 1941)
- Isaac Rojas, ammiraglio argentino (Buenos Aires, n. 1906 - Buenos Aires, † 1993)

## Architetti(1)
- Isaac de Caus, architetto francese (n. 1590 - † 1648)

## Arcivescovi cattolici(1)
- Isaac Amani Massawe, arcivescovo cattolico tanzaniano (Mango, n. 1951)

## Astronomi(1)
- Isaac Roberts, astronomo britannico (Groes, n. 1829 - Crowborough, † 1904)

## Attivisti(1)
- Ted Grant, attivista britannico (Germiston, n. 1913 - Londra, † 2006)

## Attori(6)
- Isaac Bardavid, attore e doppiatore brasiliano (Niterói, n. 1931 - Niterói, † 2022)
- Isaac George, attore, comico e personaggio televisivo nigeriano (Lagos, n. 1957)
- Isaac Hempstead-Wright, attore inglese (Londra, n. 1999)
- Isaac Cole Powell, attore, cantante e ballerino statunitense (Greensboro, n. 1994)
- Liev Schreiber, attore, sceneggiatore e regista statunitense (San Francisco, n. 1967)
- Isaac C. Singleton Jr., attore statunitense (Melbourne, n. 1967)

## Avvocati(1)
- Isaac Steinberg, avvocato e politico russo (Dvinsk, n. 1888 - New York, † 1957)

## Bibliotecari(1)
- Isaac Vossius, bibliotecario e saggista olandese (Leida, n. 1618 - Windsor, † 1689)

## Botanici(1)
- Isaac Bayley Balfour, botanico scozzese (Edimburgo, n. 1853 - Haslemere, † 1922)

## Calciatori(48)
- Isaac Acuña, calciatore statunitense (Calexico, n. 1989)
- Isaac Aguiar Tomich, calciatore brasiliano (Governador Valadares, n. 2004)
- Isaac Angking, calciatore statunitense (Providence, n. 2000)
- Isaac Asare, ex calciatore ghanese (Kumasi, n. 1974)
- Isaac Atanga, calciatore ghanese (Nkoranza, n. 2000)
- Isaac Becerra, ex calciatore spagnolo (Badalona, n. 1988)
- Isaac Boakye, ex calciatore ghanese (Kumasi, n. 1981)
- Isaac Buckley-Ricketts, calciatore inglese (Manchester, n. 1998)
- Isaac Carcelén, calciatore spagnolo (El Puerto de Santa María, n. 1993)
- Isaac Chansa, ex calciatore zambiano (Kitwe, n. 1984)
- Isaac Christie-Davies, calciatore gallese (Brighton, n. 1997)
- Isaac Cofie, calciatore ghanese (Accra, n. 1991)
- Isaac Correia, calciatore angolano (n. 1991)
- Isaac Díaz, calciatore cileno (Fresia, n. 1990)
- Isaac Donkor, calciatore ghanese (Kumasi, n. 1995)
- Isaac Hayden, calciatore giamaicano (Chelmsford, n. 1995)
- Isaac Isinde, calciatore ugandese (Kampala, n. 1994)
- Isaac Kaliati, calciatore malawiano (n. 1998)
- Kaine Kesler-Hayden, calciatore inglese (Birmingham, n. 2002)
- Isaac Kiese Thelin, calciatore svedese (Örebro, n. 1992)
- Isaac Koné, ex calciatore francese (Parigi, n. 1991)
- Isaac Babadi, calciatore olandese (Nimega, n. 2005)
- Isaac Lihadji, calciatore francese (Marsiglia, n. 2002)
- Isaac Roberto López, calciatore argentino (Buenos Aires, n. 1916 - Buenos Aires, † 1991)
- Isaac Mbenza, calciatore belga (Saint-Denis, n. 1996)
- Isaac Muleme, calciatore ugandese (Kampala, n. 1992)
- Isaac Méndez, calciatore uruguaiano (Cardona, n. 2001)
- Isaac Ngoma, calciatore centrafricano (Bangui, n. 2002)
- Isaac Nuhu, calciatore ghanese (n. 2001)
- Isaac Okoronkwo, ex calciatore nigeriano (Nbene, n. 1978)
- Isaac Osbourne, ex calciatore inglese (Birmingham, n. 1986)
- Isi Palazón, calciatore spagnolo (Cieza, n. 1994)
- Isaac Price, calciatore nordirlandese (Pontefract, n. 2003)
- Isaac Promise, calciatore nigeriano (Zaria, n. 1987 - Austin, † 2019)
- Isaac Pupo, ex calciatore liberiano (Monrovia, n. 1985)
- Isaac Rodrigues de Lima, calciatore brasiliano (Teresina, n. 2004)
- Isaac Romero, calciatore spagnolo (Lebrija, n. 2000)
- Isaac Sackey, calciatore ghanese (Berekum, n. 1994)
- Isaac Schmidt, calciatore svizzero (Losanna, n. 1999)
- Isaac Semitoje, ex calciatore nigeriano (n. 1968)
- Isaac Shai, ex calciatore sudafricano (n. 1971)
- Isaac Solet, calciatore francese (Melun, n. 2001)
- Isaac Success, calciatore nigeriano (Benin City, n. 1996)
- Isaac Terrazas, ex calciatore messicano (Città del Messico, n. 1973)
- Isaac Tshibangu, calciatore congolese (Repubblica Democratica del Congo) (Kinshasa, n. 2003)
- Isaac Twum, calciatore ghanese (Koforidua, n. 1998)
- Isaac Vanmalsawma, calciatore indiano (Lunglei, n. 1996)
- Isaac Vorsah, ex calciatore ghanese (Accra, n. 1988)

## Cantanti(3)
- Guvna B, cantante e rapper britannico (Custom House, n. 1989)
- Isaac Brock, cantante e musicista statunitense (Helena, n. 1975)
- Isaac Hayes, cantante, compositore e attore statunitense (Covington, n. 1942 - Memphis, † 2008)

## Cantautori(2)
- Isaac Dunbar, cantautore statunitense (Barnstable, n. 2003)
- Sakima, cantautore inglese (Newcastle upon Tyne, n. 1991)

## Cestisti(18)
- Isaac Austin, ex cestista, allenatore di pallacanestro e dirigente sportivo statunitense (Gridley, n. 1969)
- Isaac Bonga, cestista tedesco (Neuwied, n. 1999)
- Isaac Butts, cestista statunitense (Milledgeville, n. 1989)
- Isaac Fontaine, ex cestista statunitense (Sacramento, n. 1975)
- Isaac Fotu, cestista neozelandese (York, n. 1993)
- Isaac Haas, cestista statunitense (Birmingham, n. 1995)
- Isaac Hamilton, cestista statunitense (Los Angeles, n. 1994)
- Isaac Humphries, cestista australiano (Caringbah, n. 1998)
- Isaac Jones, cestista statunitense (Spanaway, n. 2000)
- Isaac Likekele, cestista statunitense (Charlotte, n. 2000)
- Isaac López Pérez, ex cestista spagnolo (Granada, n. 1978)
- Isaac Okoro, cestista statunitense (Atlanta, n. 2001)
- Isaac Rosefelt, ex cestista statunitense (Saint Paul, n. 1985)
- Isaac Sosa, cestista portoricano (Guaynabo, n. 1990)
- Bud Stallworth, ex cestista statunitense (Hartselle, n. 1950)
- Isaac Walthour, cestista statunitense (New York, n. 1930 - † 1977)
- Isaac Wells, ex cestista statunitense (Jackson, n. 1985)
- Isaac White, cestista australiano (Adelaide, n. 1998)

## Chitarristi(1)
- Isaac Delahaye, chitarrista belga (Ypres, n. 1982)

## Ciclisti su strada(3)
- Isaac Del Toro, ciclista su strada e ciclocrossista messicano (Ensenada, n. 2003)
- Isaac Gálvez, ciclista su strada e pistard spagnolo (Vilanova i la Geltrú, n. 1975 - Gand, † 2006)
- Isaac Vitré, ciclista su strada francese (Orléans, n. 1931)

## Compositori(1)
- Isaac Albéniz, compositore e pianista spagnolo (Camprodon, n. 1860 - Cambo-les-Bains, † 1909)

## Coreografi(1)
- Isaac Alvarez, coreografo, mimo e attore teatrale francese (Alessandria d'Egitto, n. 1930 - Aubenas, † 2020)

## Danzatori(1)
- Isaac Hernández, ballerino e attore messicano (Guadalajara, n. 1990)

## Diplomatici(1)
- Isaac Titsingh, diplomatico olandese (Amsterdam, n. 1745 - Parigi, † 1812)

## Direttori d'orchestra(1)
- Isaac Karabtchevsky, direttore d'orchestra brasiliano (São Paulo, n. 1934)

## Dirigenti sportivi(1)
- Isaac Sinkot, dirigente sportivo, allenatore di calcio e ex calciatore camerunese (n. 1954)

## Disc jockey(1)
- Sak Noel, disc jockey e produttore discografico spagnolo (La Cellera de Ter, n. 1983)

## Drammaturghi(2)
- Isaac Bickerstaffe, commediografo e librettista irlandese (Dublino, n. 1733 - † 1812)
- Isaac Chocrón, drammaturgo, economista e traduttore venezuelano (Maracay, n. 1930 - Caracas, † 2011)

## Esploratori(1)
- Isaac Israel Hayes, esploratore statunitense (Chester, n. 1832 - New York, † 1881)

## Filologi(1)
- Isaac Casaubon, filologo classico francese (Ginevra, n. 1559 - Londra, † 1614)

## Filosofi(2)
- Isaac Israeli ben Solomon, filosofo e medico egiziano (Egitto, n. 855 - Qayrawan, † 955)
- Isaac La Peyrère, filosofo francese (Bordeaux, n. 1596 - Aubervilliers, † 1676)

## Fisici(1)
- Isaac Beeckman, fisico, filosofo e medico olandese (Middelburg, n. 1588 - Dordrecht, † 1637)

## Funzionari(1)
- Isaac Arnauld, funzionario francese (n. 1566 - † 1617)

## Generali(2)
- Isaac Campbell Coffin, generale britannico (n. 1800 - Blackheath, † 1872)
- Isaac Ridgeway Trimble, generale statunitense (Contea di Culpeper, n. 1802 - Baltimora, † 1888)

## Giocatori di baseball(1)
- Ike Davis, ex giocatore di baseball statunitense (Edina, n. 1987)

## Giocatori di football americano(10)
- Isaac Bruce, ex giocatore di football americano statunitense (Fort Lauderdale, n. 1972)
- Isaac Curtis, ex giocatore di football americano statunitense (Santa Ana, n. 1950)
- Isaac Guerendo, giocatore di football americano statunitense (Clayton, n. 2000)
- Ike Hilliard, ex giocatore di football americano statunitense (Patterson, n. 1976)
- Isaac Nauta, giocatore di football americano statunitense (Buford, n. 1997)
- Isaac Rochell, giocatore di football americano statunitense (McDonough, n. 1995)
- Isaac Seumalo, giocatore di football americano statunitense (Honolulu, n. 1993)
- Isaac Sopoaga, ex giocatore di football americano samoano americano (Pago Pago, n. 1981)
- Isaac Summerfield, giocatore di football americano australiano (n. 1989)
- Isaac TeSlaa, giocatore di football americano statunitense (Hudsonville, n. 2002)

## Giornalisti(3)
- Isaac Deutscher, giornalista, scrittore e storico polacco (Chrzanów, n. 1907 - Roma, † 1967)
- Isaac Goldberg, giornalista, scrittore e traduttore statunitense (Boston, n. 1887 - † 1938)
- Isaac Don Levine, giornalista e scrittore statunitense (Mazyr, n. 1892 - Venice, † 1981)

## Illustratori(1)
- Isaac Cruikshank, illustratore britannico (Edimburgo, n. 1764 - Londra, † 1811)

## Imprenditori(1)
- Isaac Rice, imprenditore e mecenate statunitense (Wachenheim, n. 1850 - New York, † 1915)

## Ingegneri(2)
- Isaac Auerbach, ingegnere e informatico statunitense (Filadelfia, n. 1921 - Narberth, † 1992)
- Isaac M. Laddon, ingegnere e progettista statunitense (Garfield, n. 1894 - San Diego, † 1976)

## Insegnanti(2)
- Isaac Newell, insegnante inglese (Strood, n. 1853 - Rosario, † 1907)
- Isaac Pitman, insegnante britannico (Trowbridge, n. 1813 - Bath, † 1897)

## Inventori(2)
- Isaac Babbitt, inventore statunitense (Taunton, n. 1799 - Somerville, † 1862)
- Isaac Merritt Singer, inventore e imprenditore statunitense (Pittstown, n. 1811 - Paignton, † 1875)

## Magistrati(1)
- Isaac Isaacs, giudice e politico australiano (Melbourne, n. 1855 - South Yarra, † 1948)

## Maratoneti(1)
- Isaac Mpofu, maratoneta zimbabwese (n. 1988)

## Matematici(3)
- Isaac Barrow, matematico e teologo inglese (Londra, n. 1630 - Londra, † 1677)
- Isaac Newton, matematico e fisico inglese (Woolsthorpe-by-Colsterworth, n. 1642 - Londra, † 1727)
- Isaac Jacob Schoenberg, matematico rumeno (Galați, n. 1903 - † 1990)

## Medici(1)
- Isaac Jennings, medico statunitense (Fairfield, n. 1788 - Oberlin, † 1874)

## Mercanti(1)
- Isaac Da Costa, mercante olandese

## Meteorologi(1)
- Isaac Cline, meteorologo statunitense (Madisonville, n. 1861 - New Orleans, † 1955)

## Mezzofondisti(4)
- Isaac Kimeli, mezzofondista belga (Uasin Gishu, n. 1994)
- Isaac Kipsang, mezzofondista keniota (n. 1999)
- Isaac Nader, mezzofondista portoghese (Faro, n. 1999)
- Isaac Viciosa, ex mezzofondista spagnolo (Cervatos de la Cueza, n. 1969)

## Militari(3)
- Isaac Chauncey, militare statunitense (Bridgeport, n. 1772 - Washington, † 1840)
- Isaac Newton Lewis, militare statunitense (New Salem, n. 1858 - Hoboken, † 1931)
- Stand Watie, militare nativo americano (Rome, n. 1806 - Honey Creek, † 1871)

## Navigatori(1)
- Isaac de Razilly, navigatore francese (Roiffé, n. 1587 - La Have, † 1635)

## Nuotatori(1)
- Isaac Cooper, nuotatore australiano (Bundaberg, n. 2004)

## Orientalisti(2)
- Isaac Broydé, orientalista e bibliotecario russo (Porazava, n. 1867 - New York, † 1922)
- Isaac Jacob Schmidt, orientalista olandese (Amsterdam, n. 1779 - † 1847)

## Pallanuotisti(3)
- Isaac Bentham, pallanuotista britannico (Wigan, n. 1886 - Arras, † 1917)
- Isaac Froimovich, pallanuotista cileno (Valparaíso, n. 1918 - † 1988)
- Isaac Mansoor, pallanuotista e nuotatore indiano (Bombay, n. 1929 - Haifa, † 2006)

## Piloti motociclistici(1)
- Isaac Viñales, pilota motociclistico spagnolo (Llançà, n. 1993)

## Pittori(6)
- Isaac Fuller, pittore inglese (n. 1606 - Londra, † 1672)
- Isaac Israëls, pittore olandese (L'Aia, n. 1865 - Amsterdam, † 1934)
- Isaac de Moucheron, pittore, incisore e architetto olandese (Amsterdam, n. 1667 - Amsterdam, † 1744)
- Isaac Sailmaker, pittore olandese (Scheveningen, n. 1633 - Londra, † 1721)
- Isaac Walraven, pittore olandese (Amsterdam, n. 1686 - Amsterdam, † 1765)
- Isaac Willaerts, pittore olandese (Utrecht - Utrecht, † 1693)

## Poeti(3)
- Isaac de Benserade, poeta e librettista francese (Parigi, n. 1613 - Gentilly, † 1691)
- Isaac Rosenberg, poeta, pittore e militare inglese (Bristol, n. 1890 - Somme, † 1918)
- André Suarès, poeta, scrittore e critico letterario francese (Marsiglia, n. 1868 - Saint-Maur-des-Fossés, † 1948)

## Politici(9)
- Isaac Abrabanel, politico, filosofo e rabbino portoghese (Lisbona, n. 1437 - Venezia, † 1508)
- Isaac Hawkins Browne, politico e poeta inglese (Burton upon Trent, n. 1705 - Bloomsbury, † 1760)
- Isaac Crary, politico statunitense (Preston, n. 1804 - Marshall, † 1854)
- Isaac Smith Kalloch, politico statunitense (Rockland, n. 1832 - Bellingham, † 1887)
- Isaac René Guy Le Chapelier, politico e avvocato francese (Rennes, n. 1754 - Parigi, † 1794)
- Isaac Wayne MacVeagh, politico e avvocato statunitense (Phoenixville, n. 1833 - Washington, † 1917)
- Ike Skelton, politico statunitense (Lexington, n. 1931 - Arlington, † 2013)
- Isaac Toucey, politico e statistico statunitense (Newtown, n. 1792 - Hartford, † 1869)
- Isaac Varian, politico statunitense (New York, n. 1793 - Peekskill, † 1864)

## Presbiteri(1)
- Isaac Thomas Hecker, presbitero statunitense (New York, n. 1819 - New York, † 1888)

## Produttori discografici(1)
- Isaac Hayes III, produttore discografico e doppiatore statunitense (Atlanta, n. 1975)

## Pugili(3)
- Isaac Cruz, pugile messicano (Città del Messico, n. 1998)
- Isaac Dogboe, pugile ghanese (Accra, n. 1994)
- Isaac Ikhouria, ex pugile nigeriano (n. 1947)

## Rabbini(5)
- Isaac Alfasi, rabbino e giurista marocchino (Fès, n. 1013 - Lucena, † 1103)
- Isaac Chelo, rabbino e esploratore spagnolo
- Isaac ben Solomon Luria, rabbino, mistico e teologo ottomano (Gerusalemme, n. 1534 - Safed, † 1572)
- Rabbi Isaac Nappaha, rabbino babilonese
- Isaac ben Joseph di Corbeil, rabbino francese († 1280)

## Rapper(1)
- Fatman Scoop, rapper e conduttore radiofonico statunitense (New York, n. 1971 - Hamden, † 2024)

## Religiosi(1)
- Isaac Papin, religioso, filosofo e teologo francese (Blois, n. 1657 - † 1709)

## Rugbisti a 15(2)
- Isaac Boss, rugbista a 15 neozelandese (Tokoroa, n. 1980)
- Isaac Fe'aunati, rugbista a 15 e allenatore di rugby a 15 neozelandese (Wellington, n. 1973)

## Scacchisti(1)
- Isaac Kashdan, scacchista statunitense (New York, n. 1905 - New York, † 1985)

## Scrittori(7)
- Isaac Alexander, scrittore tedesco (Ratisbona, n. 1722 - † 1802)
- Isaac Asimov, scrittore, biochimico e divulgatore scientifico statunitense (Petroviči, n. 1920 - New York, † 1992)
- Kadmi Cohen, scrittore polacco (Łódź, n. 1892 - Gliwice, † 1944)
- Isaac Marion, scrittore statunitense (Seattle, n. 1981)
- Isacco Leyb Peretz, scrittore polacco (Zamość, n. 1852 - Varsavia, † 1915)
- Isaac Rosa, scrittore spagnolo (Siviglia, n. 1974)
- Isaac Bashevis Singer, scrittore e traduttore polacco (Leoncin, n. 1903 - Miami, † 1991)

## Sindacalisti(1)
- Isaac Myers, sindacalista statunitense (Baltimora, n. 1835 - † 1891)

## Sollevatori(1)
- Isaac Berger, sollevatore statunitense (Gerusalemme, n. 1936 - † 2022)

## Stilisti(1)
- Isaac Mizrahi, stilista statunitense (New York, n. 1961)

## Teologi(2)
- Isaac Habert, teologo e vescovo cattolico francese (Parigi - Pont-de-Salars, † 1668)
- Isaac Watts, teologo, compositore e poeta britannico (Southampton, n. 1674 - Stoke Newington, † 1748)

## Tuffatori(1)
- Isaac de Souza Filho, tuffatore brasiliano (Rio de Janeiro, n. 1999)

## Velocisti(1)
- Isaac Makwala, velocista botswano (Tutume, n. 1985)

## Vescovi cattolici(1)
- Isaac Bunde Dugu, vescovo cattolico nigeriano (Gboko, n. 1971)

## Violinisti(1)
- Isaac Stern, violinista statunitense (Kremenec', n. 1920 - New York, † 2001)

## Wrestler(1)
- Oba Femi, wrestler nigeriano (Lagos)

## Senza attività specificata(1)
- Isaac Aboab I, spagnolo